# Geir Hallgrímsson
Geir Hallgrímsson (født 16. december 1925, død 1. september 1990) var en islandsk politiker fra Selvstændighedspartiet, som han var partiformand for 1973-83. Han var Islands statsminister fra 28. august 1974 til 1. september 1978.

## Baggrund, uddannelse og erhvervskarriere
Geir var søn af storkøbmanden og altingsmanden Hallgrímur Benediktsson og dennes hustru Aslaug Geirsdóttir Zoëga. Han afsluttede sin gymnasieuddannelse i 1944 og tog en juridisk embedseksamen fra Islands Universitet i 1948. På universitetet var han formand for studenterrådet. Han var desuden formand for foreningen Heimdalar 1952-54 og Sammenslutningen af Unge Selvstændighedsfolk 1957-59. Han tog senere en videreuddannelse i jura og økonomi fra Harvard University.
Geir drev advokatkontor i Reykjavik 1951-59 og var desuden administrerende direktør for familiefirmaet H. Benediktsson & Co. 1955-1959.

## Politisk karriere
Geir Hallgrímsson begyndte sin politiske karriere i kommunalpolitik og var Reykjavíks borgmester fra 1959 til 1972. Han kom i Altinget som suppleant efter Bjarni Benediktssons uventede død i 1970 og sad frem til 1983. Han var derefter udenrigsminister 1983-86.
Geir Hallgrímsson deltog 1972-74, 1977-78, 1980-1982, 1984-1988 og 1990 på Bilderbergkonferencen. Han var i en periode medlem af konferencens Steering Committees.